# 경기 광주시의 국회의원

## 행정구역 변천
- 1945년 8월 15일 경기도 광주군
- 1963년 1월 1일 광주군 구천면·언주면·중대면·대왕면 일부(일원리·수서리·자곡리·율현리·세곡리)가 서울특별시 성동구에 편입
- 1973년 7월 1일 광주군 대왕면·낙생면·돌마면·중부면 일부(단대리·상대원리·탄리·수진리·복정리·창곡리)에 성남시 설치
- 1989년 1월 1일 광주군 동부읍·서부면·중부면 상산곡리에 하남시 설치
- 2001년 3월 21일 광주군이 광주시로 승격, 광주읍 폐지

## 광주시의 역대 국회의원 일람
| 대수         | 이름           | 소속정당           | 임기                             | 선거구역                                                                                |
| ------------ | -------------- | ------------------ | -------------------------------- | --------------------------------------------------------------------------------------- |
| 제1대        | 신익희(申翼熙) | 대한독립촉성국민회 | 1948년 5월 31일~1950년 5월 30일  | 광주군 일원(제6선거구)                                                                  |
| 제2대        | 신익희(申翼熙) | 민주국민당         | 1950년 5월 31일~1954년 5월 30일  | 광주군 일원(제7선거구)                                                                  |
| 제3대        | 신익희(申翼熙) | 민주국민당         | 1954년 5월 31일~1956년 5월 5일   | 광주군 일원(제6선거구)                                                                  |
| 제3대        | 신하균(申河均) | 민주당             | 1956년 8월 24일~1958년 5월 30일  | 광주군 일원(제6선거구)                                                                  |
| 제4대        | 최인규(崔仁圭) | 자유당             | 1958년 5월 31일~1960년 7월 28일  | 광주군 일원(제6선거구)                                                                  |
| 제5대 민의원 | 신하균(申河均) | 무소속             | 1960년 7월 29일~1961년 5월 16일  | 광주군 일원(제6선거구)                                                                  |
| 제6대        | 신하균(申河均) | 민정당             | 1963년 12월 17일~1967년 6월 30일 | 광주군·이천군 일원(제5선거구)                                                           |
| 제7대        | 차지철(車智澈) | 민주공화당         | 1967년 7월 1일~1971년 6월 30일   | 광주군·이천군 일원(제5선거구)                                                           |
| 제8대        | 차지철(車智澈) | 민주공화당         | 1971년 7월 1일~1972년 10월 17일  | 광주군·이천군 일원(제6선거구)                                                           |
| 제9대        | 차지철(車智澈) | 민주공화당         | 1973년 3월 12일~1974년 8월 20일  | 여주군·광주군·이천군 일원(제4선거구)                                                    |
| 제9대        | 오세응(吳世應) | 신민당             | 1973년 3월 12일~1979년 3월 11일  | 여주군·광주군·이천군 일원(제4선거구)                                                    |
| 제10대       | 정동성(鄭東星) | 민주공화당         | 1979년 3월 12일~1980년 10월 27일 | 성남시·광주군·여주군·이천군 일원(제4선거구)                                             |
| 제10대       | 오세응(吳世應) | 무소속             | 1979년 3월 12일~1980년 10월 27일 | 성남시·광주군·여주군·이천군 일원(제4선거구)                                             |
| 제11대       | 오세응(吳世應) | 민주정의당         | 1981년 4월 11일~1985년 4월 10일  | 성남시·광주군 일원(제4선거구)                                                           |
| 제11대       | 이대엽(李大燁) | 신정당             | 1981년 4월 11일~1985년 4월 10일  | 성남시·광주군 일원(제4선거구)                                                           |
| 제12대       | 이대엽(李大燁) | 한국국민당         | 1985년 4월 11일~1988년 5월 29일  | 성남시·광주군 일원(제4선거구)                                                           |
| 제12대       | 오세응(吳世應) | 민주정의당         | 1985년 4월 11일~1988년 5월 29일  | 성남시·광주군 일원(제4선거구)                                                           |
| 제13대       | 유기준(兪棋濬) | 통일민주당         | 1988년 5월 30일~1992년 5월 29일  | 광주군 일원                                                                             |
| 제14대       | 정영훈(鄭泳薰) | 민주자유당         | 1992년 5월 30일~1996년 5월 29일  | 하남시·광주군 일원                                                                      |
| 제15대       | 정영훈(鄭泳薰) | 신한국당           | 1996년 5월 30일~2000년 5월 29일  | 하남시·광주군 일원                                                                      |
| 제16대       | 박혁규(朴赫圭) | 한나라당           | 2000년 5월 30일~2004년 5월 29일  | 광주군 일원                                                                             |
| 제17대       | 박혁규(朴赫圭) | 한나라당           | 2004년 5월 30일~2005년 9월 9일   | 광주시 일원                                                                             |
| 제17대       | 정진섭(鄭鎭燮) | 한나라당           | 2005년 10월 27일~2008년 5월 29일 | 광주시 일원                                                                             |
| 제18대       | 정진섭(鄭鎭燮) | 한나라당           | 2008년 5월 30일~2012년 5월 29일  | 광주시 일원                                                                             |
| 제19대       | 노철래(盧喆來) | 새누리당           | 2012년 5월 30일~2016년 5월 29일  | 광주시 일원                                                                             |
| 제20대       | 소병훈(蘇秉勳) | 더불어민주당       | 2016년 5월 30일~2020년 5월 29일  | 광주시 갑: 퇴촌면, 남종면, 남한산성면, 경안동, 송정동, 광남동                           |
| 제20대       | 임종성(林鍾聲) | 더불어민주당       | 2016년 5월 30일~2020년 5월 29일  | 광주시 을: 오포읍, 초월읍, 곤지암읍, 도척면                                             |
| 제21대       | 소병훈(蘇秉勳) | 더불어민주당       | 2020년 5월 30일~2024년 5월 29일  | 광주시 갑: 퇴촌면, 남종면, 남한산성면, 경안동, 송정동, 광남동                           |
| 제21대       | 임종성(林鍾聲) | 더불어민주당       | 2020년 5월 30일~2024년 2월 8일   | 광주시 을: 오포읍, 초월읍, 곤지암읍, 도척면                                             |
| 제22대       | 소병훈(蘇秉勳) | 더불어민주당       | 2024년 5월 30일~현재             | 광주시 갑: 퇴촌면, 남종면, 남한산성면, 경안동, 쌍령동, 송정동, 탄벌동, 광남1동, 광남2동 |
| 제22대       | 안태준(安泰俊) | 더불어민주당       | 2024년 5월 30일~현재             | 광주시 을: 초월읍, 곤지암읍, 도척면, 오포1동, 오포2동, 신현동, 능평동                   |

## 같이 보기
- 광주군 (1988년 선거구)
- 하남시·광주군
- 광주군 (2000년 선거구)
- 광주시 (경기 선거구)
- 광주시 갑
- 광주시 을
- 서울 강동구의 국회의원
- 성남시의 국회의원
- 용인시의 국회의원
- 이천시의 국회의원
- 안성시의 국회의원
- 평택시의 국회의원
- 하남시의 국회의원
- 여주시의 국회의원
- 양평군의 국회의원